# 一木美貴子
一木 美貴子（いちき みきこ、1962年5月9日 - ）は、日本の女優。大阪府枚方市出身。身長165cm、血液型はB型。株式会社ベック所属。

## 人物
花園大学文学部卒業。かつては、劇団五期会に在籍していた（1986年に入団し第49回公演の『僕の東京日記』で関西俳優協議会新人賞を受賞）。
2012年には関西芸能マネージャー協議会で会計を務めていた。
テレビドラマ・映画の方言指導を担当することも多い。

## 出演

### テレビドラマ
NHK総合
- 連続テレビ小説
  - まんてん（2002年度後期）
  - てるてる家族（2003年度後期）
  - てっぱん（2010年度後期） - 厚子 役
  - カーネーション（2011年度後期） - 桝谷さよ 役
  - 純と愛（2012年度後期） - 区役所事務員　三木 役
  - ごちそうさん（2013年度後期） - 婦人会の女性 マサ 役
  - まんぷく（2018年度後期） - 占部シズ（道頓堀の母） 役[7]
- 鞍馬天狗 第6回（2008年2月21日「木曜時代劇」） - おつる 役
- タイトロープの女（2012年「ドラマ10」） - 岡英世 役
- これっきりサマー（2020年8月17日-21日　五夜連続）- コロッケ屋のおばさん[8]

NHKBSプレミアム
- 高橋留美子劇場 運命の鳥（2012年7月15日）
- 子連れ信兵衛（2015年） - おりき 役

民放
- 表層家族（毎日放送、1998年「ドラマ30」）
- シンシア 〜介助犬誕生ものがたり〜（2003年5月5日、毎日放送） - ブリーダー 役
- 11通の…出せなかったラブレター 第11通（2005年3月20日、朝日放送） - 校長 役
- その男、副署長 Season3（2009年） - 山田妙子 役
- 家族レッスン 2010年度 第2話（2010年3月23日、朝日放送）
- おみやさん 第7シリーズ 第1話 （2010年4月15日、テレビ朝日） - 立木明美 役
- 初秋（中部日本放送、2011年10月8日） - おばさん従業員 役
- 遺留捜査スペシャル（2019年12月1日、テレビ朝日） - 山田裕美 役
- 科捜研の女 Season 19 第29話（2020年2月6日、テレビ朝日） ‐ 向井園枝 役
- 日曜プライム 刑事ゼロ スペシャル（2020年6月7日、テレビ朝日） ‐ 久野達枝 役
- エルピス-希望、あるいは災い-（2022年） ‐ 喫茶「珈論琲亜」ママ 役

### ラジオドラマ
- FMシアター（NHK-FM）
  - 『春山家サミット』（2024年11月30日）[9]

### 映画
- 花よりもなほ（2006年）
- ホームレス中学生（2008年） - 方言指導も兼任
- パーマネント野ばら（2010年）
- 忍たま乱太郎 夏休み宿題大作戦!の段（2013年） - 食堂のおばちゃん 役
- みをつくし料理帖（2020年10月16日公開）(方言指導も兼任)

### 舞台
五期会在籍時

## 方言指導
- みをつくし料理帖（テレビ朝日、2012年9月22日） - 方言指導
- NHK連続テレビ小説
  - 純と愛（2012年度後期） - 大阪ことば指導
  - ごちそうさん（2013年度後期） - 大阪ことば指導
  - マッサン（2014年度後期） - 大阪ことば指導
  - べっぴんさん（2016年度後期） - 関西ことば指導
  - まんぷく（2018年度後期） - 関西ことば指導[10]
  - ブギウギ（2023年度後期） - 関西ことば指導[11]